# Alphonse Massamba-Débat
Alphonse Massemba-Débat (ur. 1921, zm. 25 marca 1977) – kongijski polityk, prezydent Konga w latach 1963–68.

## Życiorys
Alphonse Massemba-Débat urodził się małej wiosce Nkolo, w pobliżu obecnego dystryktu Boko, w departamencie Pool. W Brazzaville zdobył wykształcenie i zawód nauczyciela, szkolenie nauczycielskie odbył w szkole Edouarda Renarda w Brazzaville. Od 1947 do 1959 kierował wieloma szkołami elementarnymi. Był współpracownikiem czasopisma kulturalnego „Liaison“ redagowanego z Lomanim Tchibambą i Marcelim Ibalico. 

### Kariera polityczna
Prowadził aktywną działalność polityczną: początkowo należał do Postępowej Partii Kongijskiej (PPC), na której czele stał Jean-Félix Tchicaya. Był dyrektorem gabinetu Ministra Edukacji Narodowej. W 1959 roku dołączył do Związku Demokratycznego Obrony Interesów Afrykanów (UDDIA), którego przywódcą był Fulbert Youlou. W latach 1959–61 pełnił stanowisko przewodniczącego Zgromadzenia Narodowego. Stracił stanowisko, gdy Youlou usunął go jako zbyt niezależnego polityka. Od 1961 do 1963 obejmował stanowisko ministra planowania i zaopatrzenia w rządzie Fulberta Youlou. W maju 1963 złożył dymisję z rządu. Należał do lewego skrzydła partii UDDIA, przy czym uważany był za człowieka o umiarkowanych poglądach.
Fulbert Youlou utracił władzę 15 sierpnia 1963, na skutek demonstracji wspieranych przez wojsko. Komitet oficerów i przywódców związków zawodowych desygnował wówczas rząd złożony z 8 osób, którego tymczasowym premierem i ministrem obrony został Massemba-Debat. Odniósł zwycięstwo w wyborach prezydenckich które odbyły się w tym samym roku. Jako prezydent reprezentował poglądy marksistowskie. Został obalony w przewrocie wojskowym Mariena Ngouabiego w 1968 roku. 25 marca 1977 roku został rozstrzelany pod zarzutem uczestnictwa w nieudanej próbie kolejnego zamachu stanu. Rehabilitowano go w 1991.

## Życie prywatne
Był żonaty z Marie Massamba-Debat.